# エスパニョールソース
エスパニョールソース（英: espagnole sauce）あるいはソース・エスパニョール（仏: sauce espagnole）は基本ソースの一つであり、伝統的なフランス料理でのソース作りのベースとなる。アントナン・カレームがThe Art of French Cooking in the 19th Centuryの中でヴルーテソース、アルマンドソース、ベシャメルソースとともにフランス料理での4つの基本ソースの一つに定めている。このソースのレシピは、19世紀後半にオーギュスト・エスコフィエが記述し、今なお参照されている。
日本の古い文献ではスパニヤソースという表記もみられる。英語においてもフランス語名を英訳した “Spanish sauce”（スパニッシュソース）という表記も稀に用いられる。

## 名称の由来
「エスパニョール」(espagnole) はフランス語で「スペインの」を表す形容詞である espagnol の女性形を意味するが、このソースはスペイン料理とあまり関係ない。
ヴィシソワーズの考案者であり古典 Gourmet's Basic French Cookbook を著したルイ・ディアによると、
| 「 | フランス料理で最も重要な基本ブラウンソースが sauce espagnole と呼ばれるには由来がある。ルイ13世のアンヌとの婚姻で、スペインの料理人が結婚祝宴の料理を支援し、フランスの濃いブラウンソースをスペインのトマトで改良することを主張した。この新しいソースは瞬く間に成功をおさめ、考案者に敬意を表して名付けられた。 | 」 |

しかしながら、1877年に出版された Kettner's Book of the Table では、全く異なる説明である。
| 「 | ブルボン家がルイ15世のもとスペイン王に即位させた際、スペインの流行がパリに届き、フランスの料理人がスペインのポトフ、オジャ・ポドリーダ（腐った鍋）からヒントを得て、Spanishと呼ばれる新たなブラウンソースを作った。フランスのポトフの具は牛肉であるが、スペインではベーコン、ハム、エストレマドゥーラ州の赤ソーセージの燻製である。（中略）ルイ・ド・ルヴロワ・ド・サン＝シモン (Saint-Simon) は大量のモンタンチェス (Montánchez) のハムを自宅に送った。そこではハモン・イベリコが流行していたが、評判を得るような独自のハムを作っていなかったため、非難されることはなかった。豚肉は素晴らしいものであったが、ベーコンとハムの技術を持っておらず、モンタンチェスのハムは驚異的であった。彼らはハムに夢中となった。（中略）そして、エストレマドゥーラ州のベーコンとハムの風味をフランスの旧来のブラウンソースに取り入れ、スパニッシュソースとなった。（中略）モンタンチェスのハムは需要を満たすほど豊富でなかったため、他のハム、塩漬け豚肉と変わらないフランスのハムさえも使用するようになった。こうして製法の意味は薄れ、スパニッシュソースの特殊性は消えて、その名称は謎となった。 | 」 |

（書名の Kettner は、ナポレオン3世の元シェフ Auguste Kettne であり、イングランドに移住して1867年にソーホー (ロンドン)でレストラン、Kettner's を開店した。ロンドンで最古のレストランの一つである。）

## 調理法
エスパニョールを作る基本的な手法は、濃いブラウンルーの調理である。ルーに10〜15キログラムの焼いた骨、牛肉こま切れ、大量の野菜、様々な調味料と共に子牛のストック（煮汁、ブイヨン）または水を数リットルを加える。アクを取り続け、ゆっくりと煮詰める。伝統的なレシピでは、煮詰めた分子牛のストックを追加するが、現在は一般に水を加える。最後にトマトソースを加え、ソースを更に煮詰める。

## 使用
エスパニョールは味が濃いため食品に直接使用することは殆どない。基本ソースとして、多くの派生ソースの元となる。ソース・アメリケーヌ、ソース・ビガラード、ソース・ブールギニョーヌ、ソース・オ・シャンピニョン、ソース・シャルキュティエール、ソース・シャスール、ソース・シュヴルイユおよびドミグラス等である。伝統的なフランス料理には他に多数の派生ソースがある。
エスパニョールの調理は通常、数時間あるいは数日かかり、4から5リットルのソースを作る。多くの派生ソースは、1カップのエスパニョールで、16から20食分の基本レシピに十分である。少量を凍らせて実質無期限に保存できる。
エスコフィエは『Le Guide Culinaire』で、四旬節のためのレシピに、魚の煮汁とマッシュルームを使用したエスパニョールソースを加えたが、その必要性は疑問である。